# Йодлівка
Йодлівка (пол. Jodłówka) — село на Закерзонні в Польщі, у гміні Прухник Ярославського повіту Підкарпатського воєводства.
Населення — 1816 осіб (2011).

## Географія
Село розташоване на відстані 3 кілометри на південний захід від центру гміни села Порохника, 22 кілометри на південний захід від центру повіту міста Ярослава і 32 кілометри на схід від центру воєводства — міста Ряшіва.

## Історія
Село Йодлівка злилася з сусіднім і давнішим селом Скокова, яке утворило нинішню горішню частину села. Скокова була закріпачена за 23 травня 1465 р.
За податковим реєстром 1515 р. в селі Йодлівка були 8 ланів (коло 200 га) оброблюваної землі, а в селі Скокова були корчма і млин.
За податковим реєстром 1589 р. села Йодлівка і Скокова належали Івану Пєнянжику, у селі були 9 ланів (коло 225 га) оброблюваної землі, млин, корчма з 1/2 лану оброблюваної землі, 20 загородників із землею та 3 без земельної ділянки, 6 коморники з тягловою худобою і 14 без тяглової худоби, млин і корчма, піп (отже, вже тоді в селі була церква). До 1772 року Крамарівка входила до складу Перемишльської землі Руського воєводства Королівства Польського.
В 1772 році внаслідок першого поділу Польщі село відійшло до імперії Габсбургів і ввійшло до складу австрійської провінції Галичина.
До середини XIX ст. в селі існувала церква парафії Розбір Округлий Порохницького деканату Перемишльської єпархії, натомість у 1871 р. був змурований костел.
Відповідно до «Географічного словника Королівства Польського» в 1880 р. Йодлівка знаходилась у Ярославському повіті Королівства Галичини і Володимирії, було 900 мешканців у селі, з них 100 греко-католиків і 800 римо-католиків. На той час унаслідок півтисячоліття латинізації та полонізації українці лівобережного Надсяння опинилися в меншості.
У міжвоєнний період село входило до ґміни Прухник Ярославського повіту Львівського воєводства. На 1.01.1939 в селі проживало 1900 мешканців, з них 50 українців, 1820 поляків і 30 євреїв.
16 серпня 1945 року Москва підписала й опублікувала офіційно договір з Польщею про встановлення лінії Керзона українсько-польським кордоном. Українці не могли протистояти антиукраїнському терору після Другої світової війни. 28 українців (8 родин) добровільно-примусово виселили в СРСР. Решта українців попала в 1947 році під етнічну чистку під час проведення Операції «Вісла» і була депортована на понімецькі землі у західній та північній частині польської держави, що до 1945 належали Німеччині.
У 1975-1998 роках село належало до Перемишльського воєводства.

## Демографія
Демографічна структура станом на 31 березня 2011 року:
|          | Загалом | Допрацездатний вік | Працездатний вік | Постпрацездатний вік |
| -------- | ------- | ------------------ | ---------------- | -------------------- |
| Чоловіки | 882     | 192                | 601              | 89                   |
| Жінки    | 934     | 235                | 508              | 191                  |
| Разом    | 1816    | 427                | 1109             | 280                  |